# Істина (Цілком таємно)
Істина (англ. The Truth) — 19-й і 20-й завершальні епізоди дев'ятого сезону серіалу «Цілком таємно». Епізод належить до "міфології серіалу та надає змогу глибше з нею ознайомитися. Прем'єра в мережі «Фокс» відбулася 19 травня 2002 року.
У США серія отримала рейтинг Нільсена, рівний 7.5, це означає — в день виходу її подивилися 13.25 мільйона глядачів.

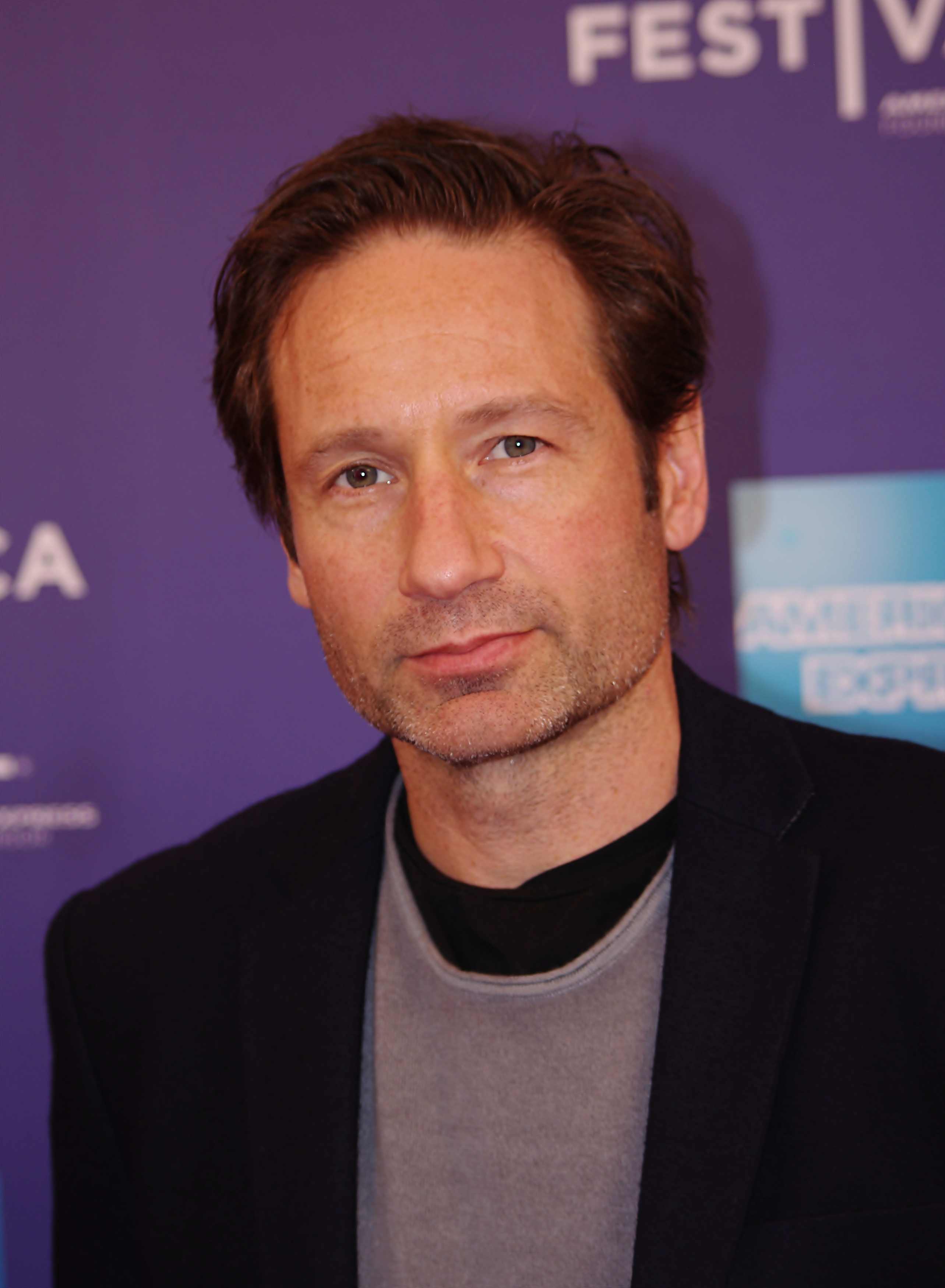

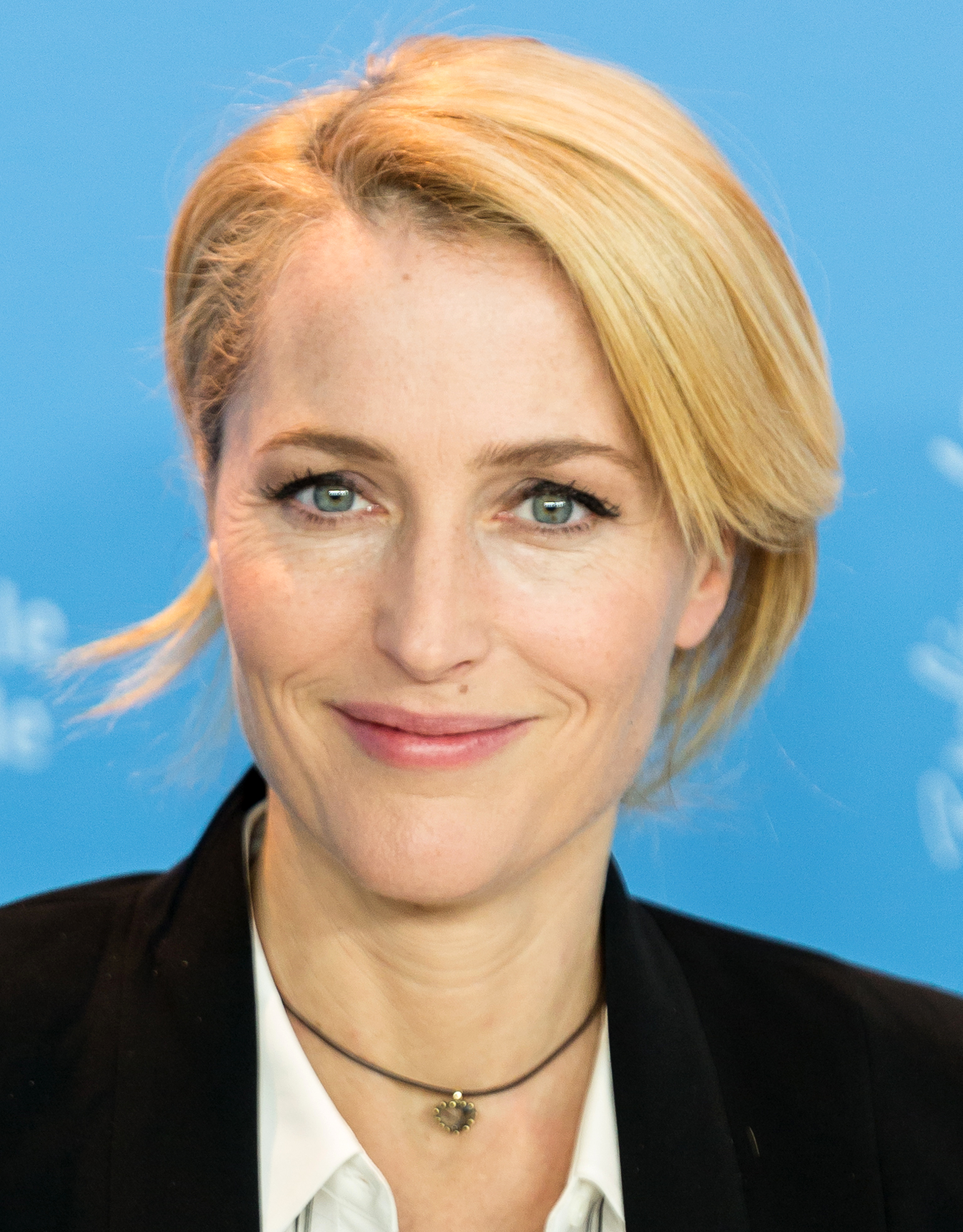

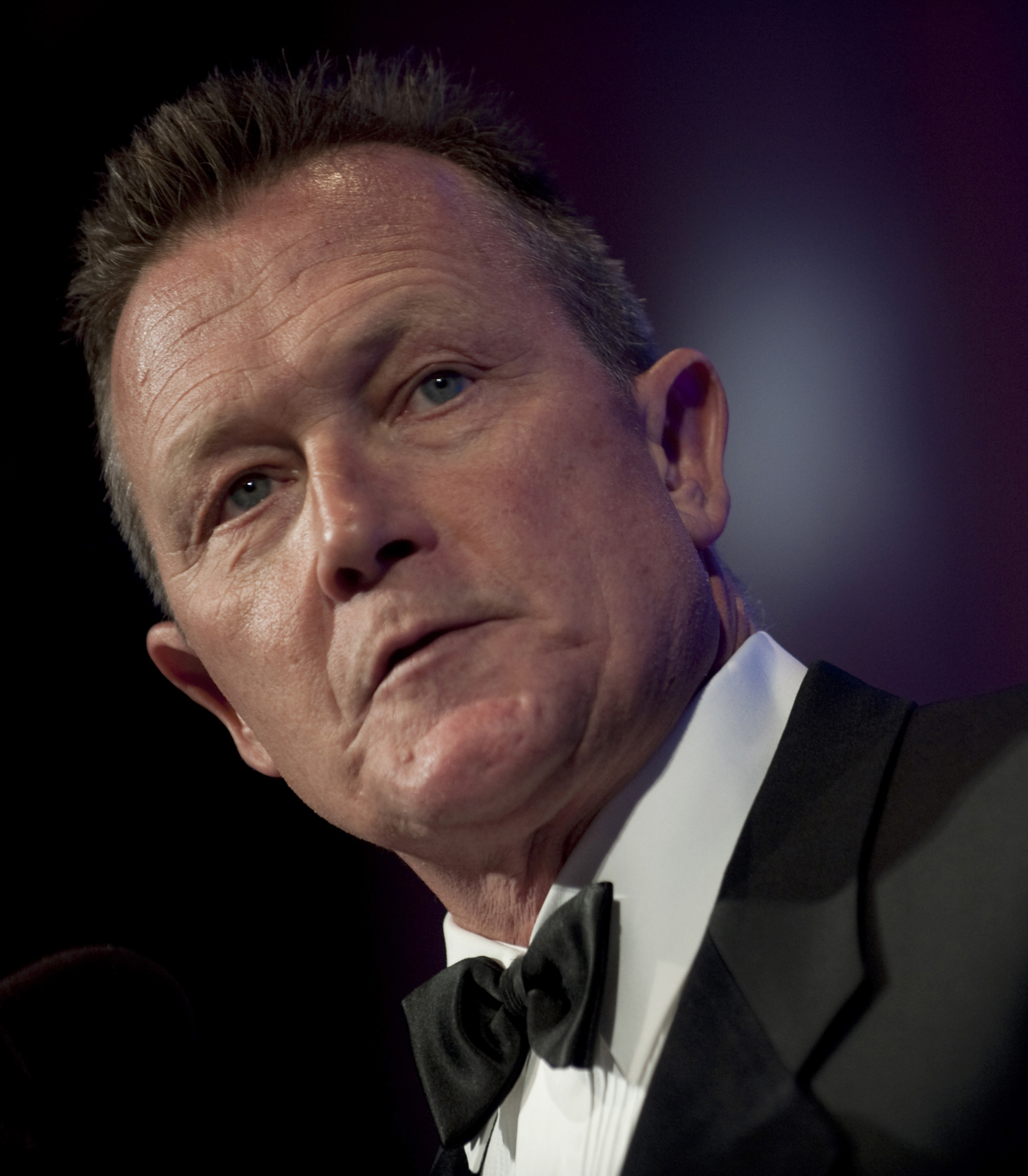

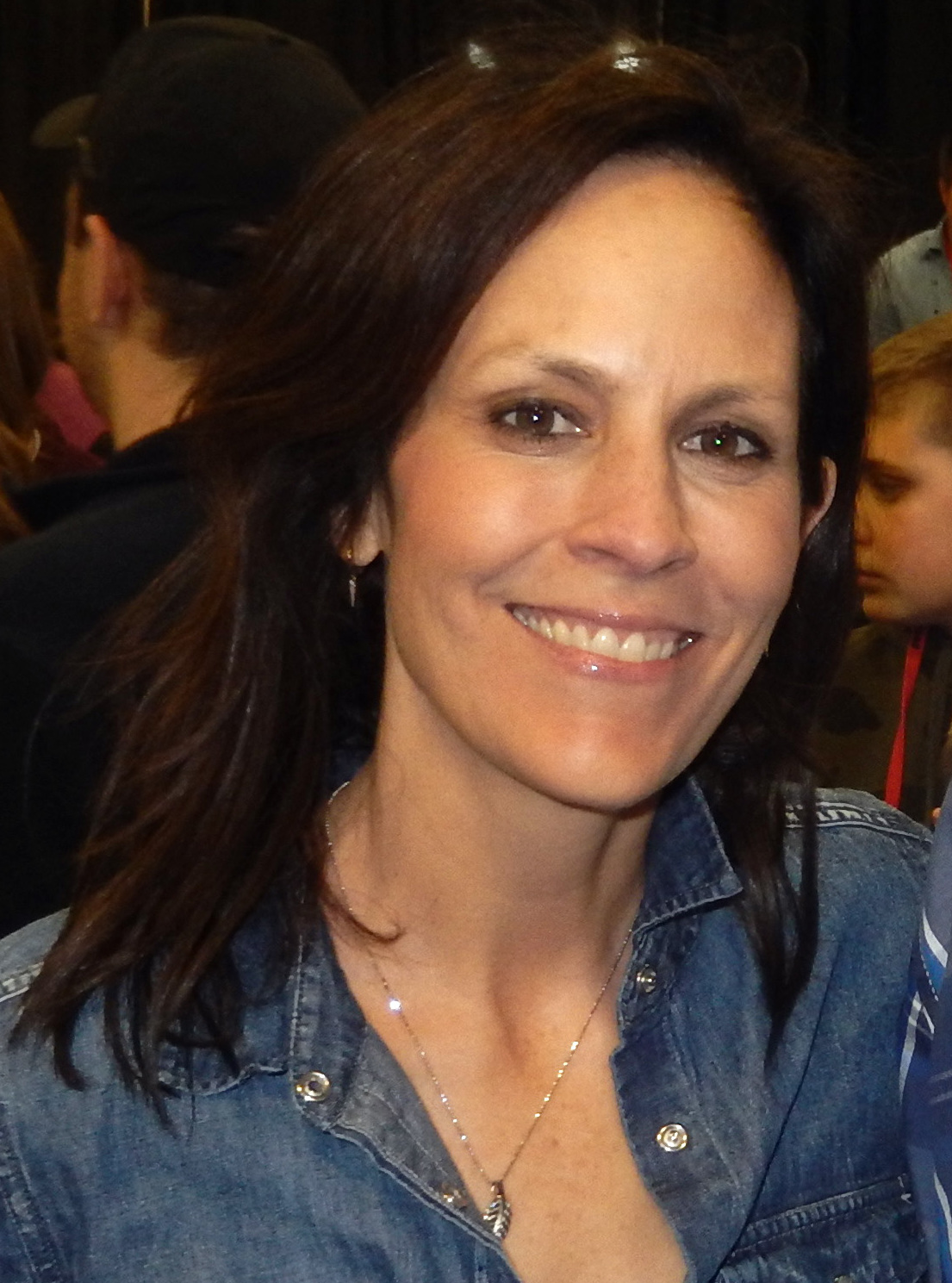

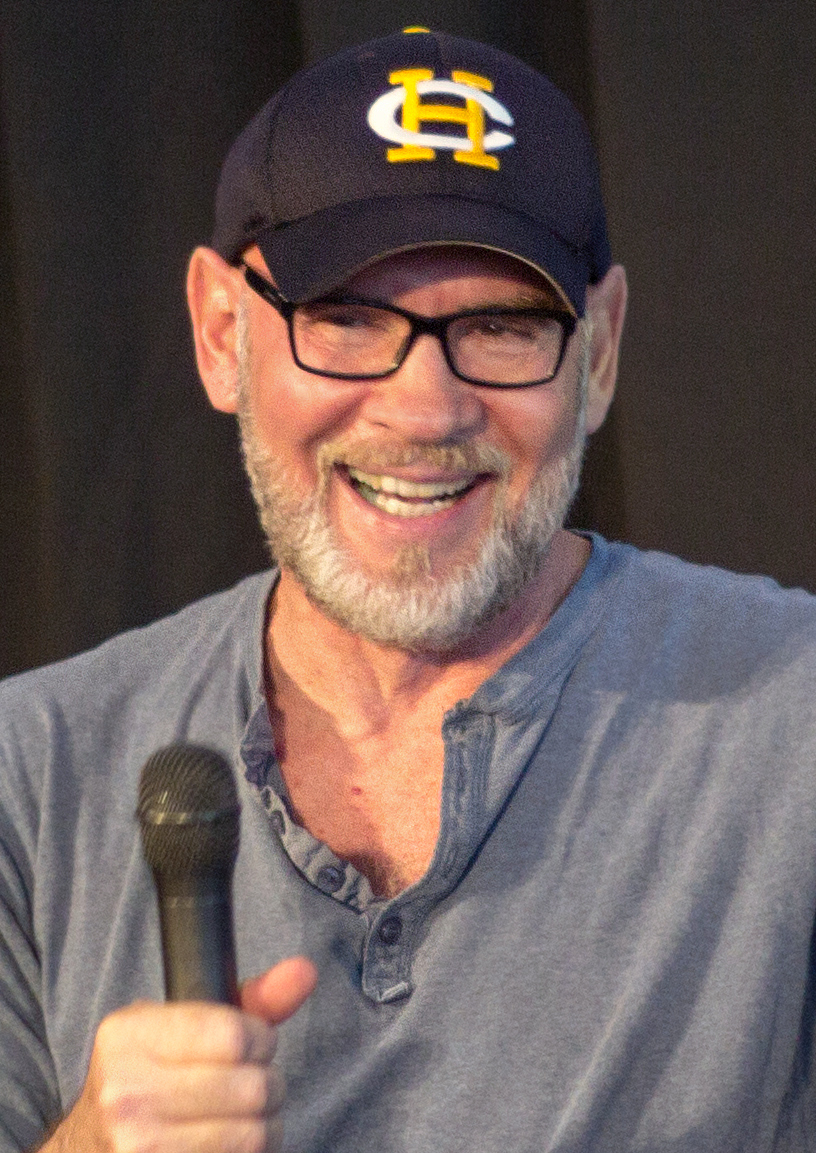

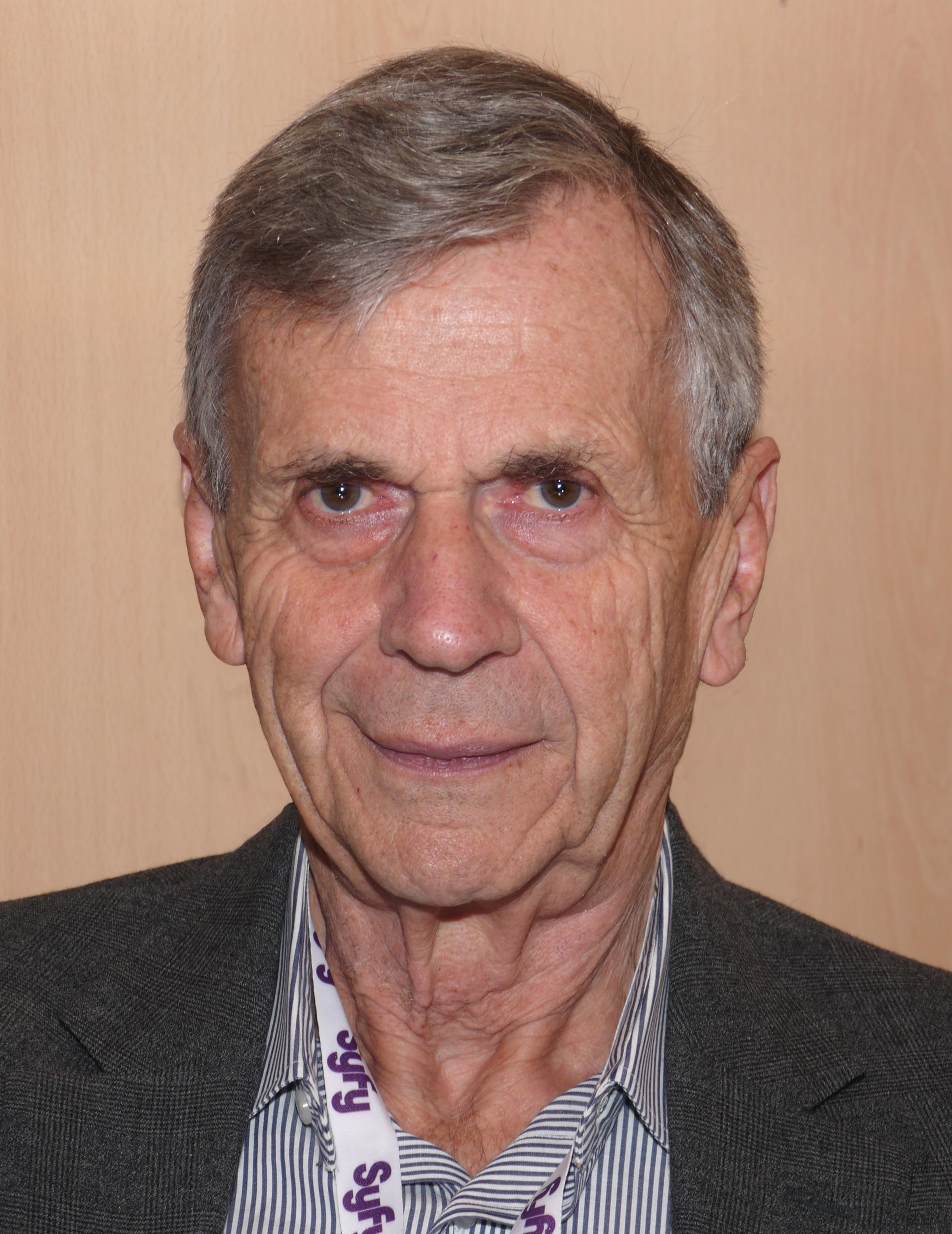

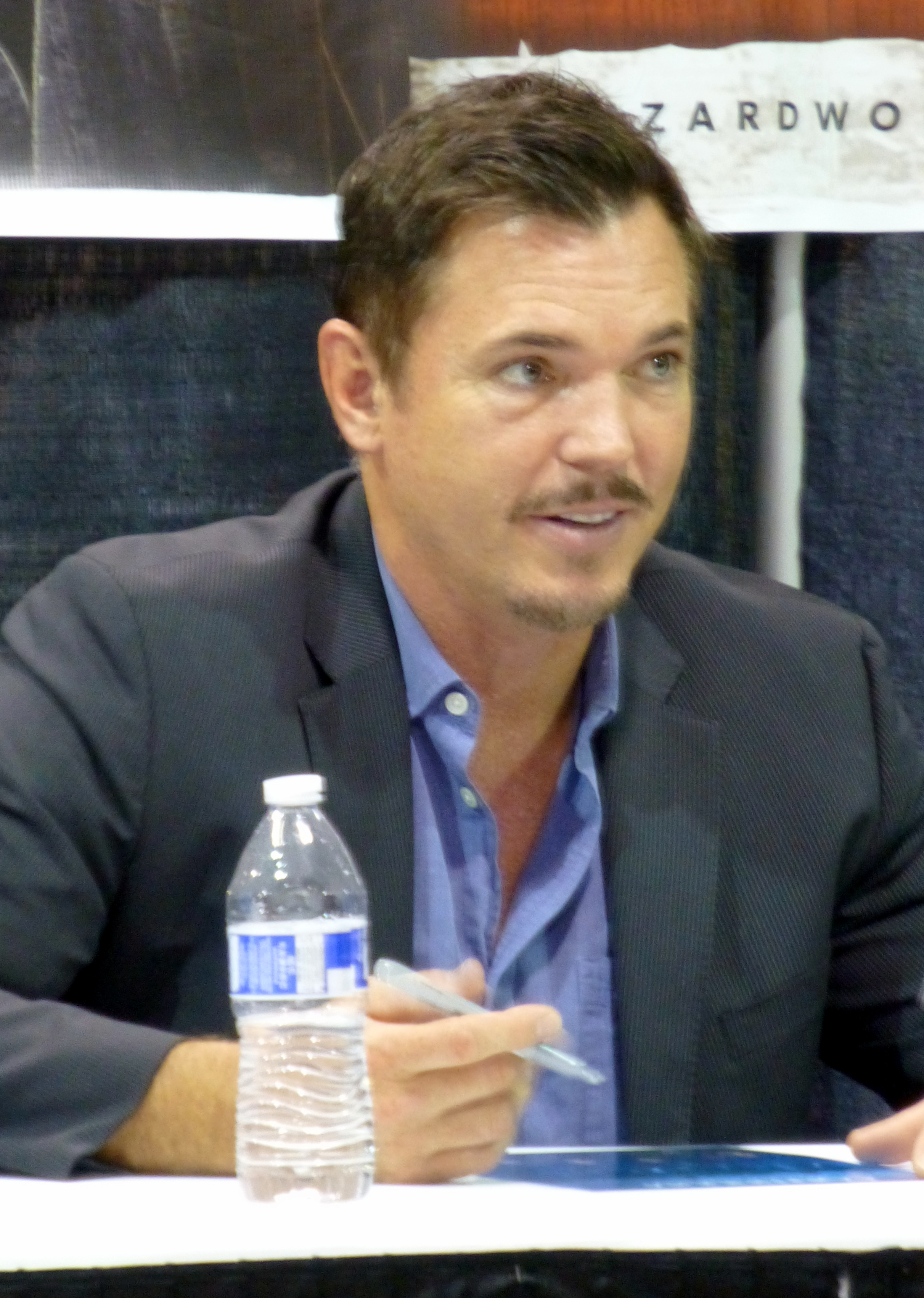

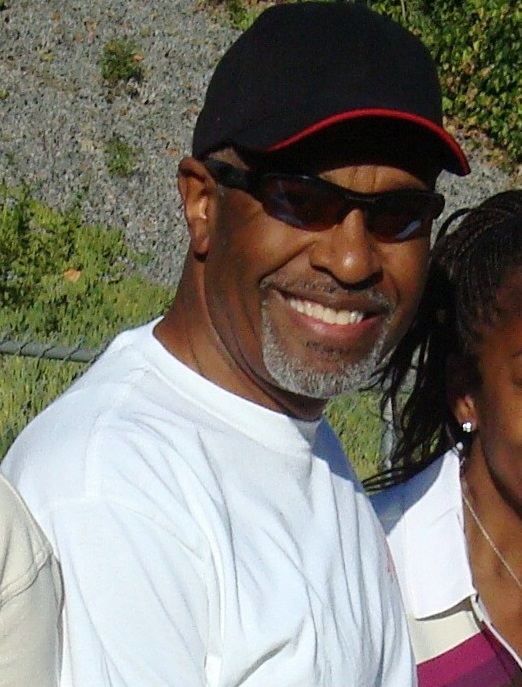

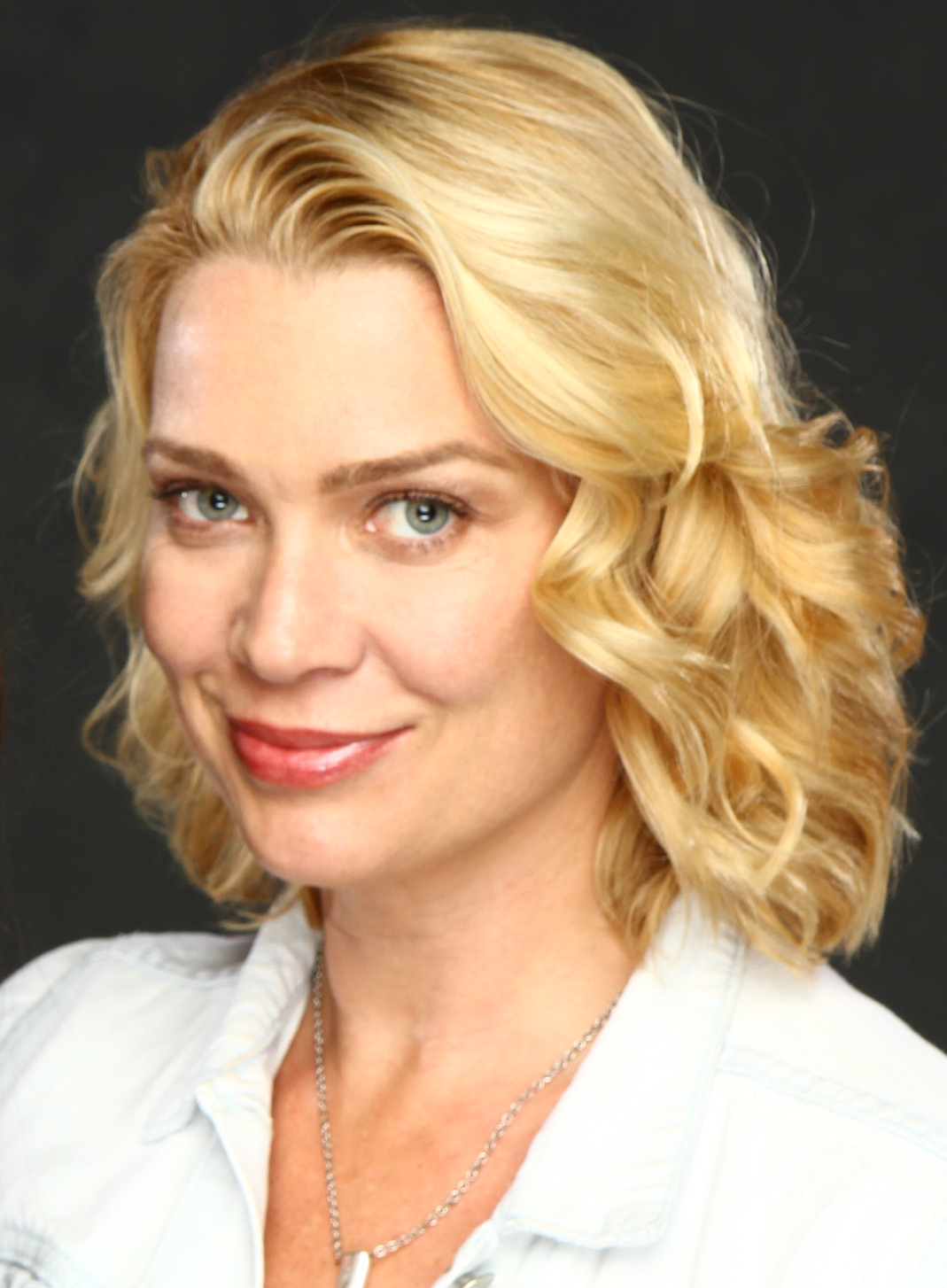

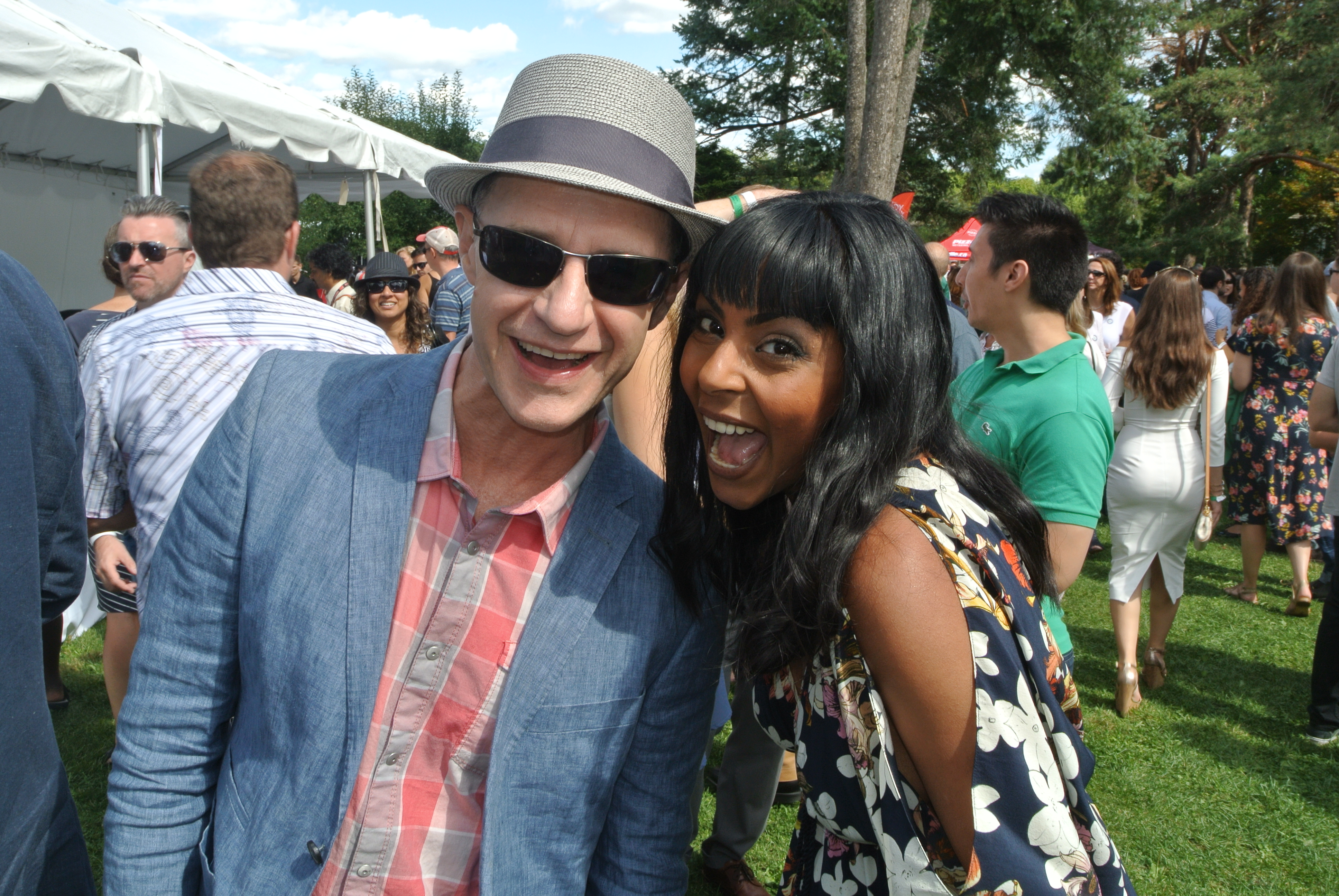

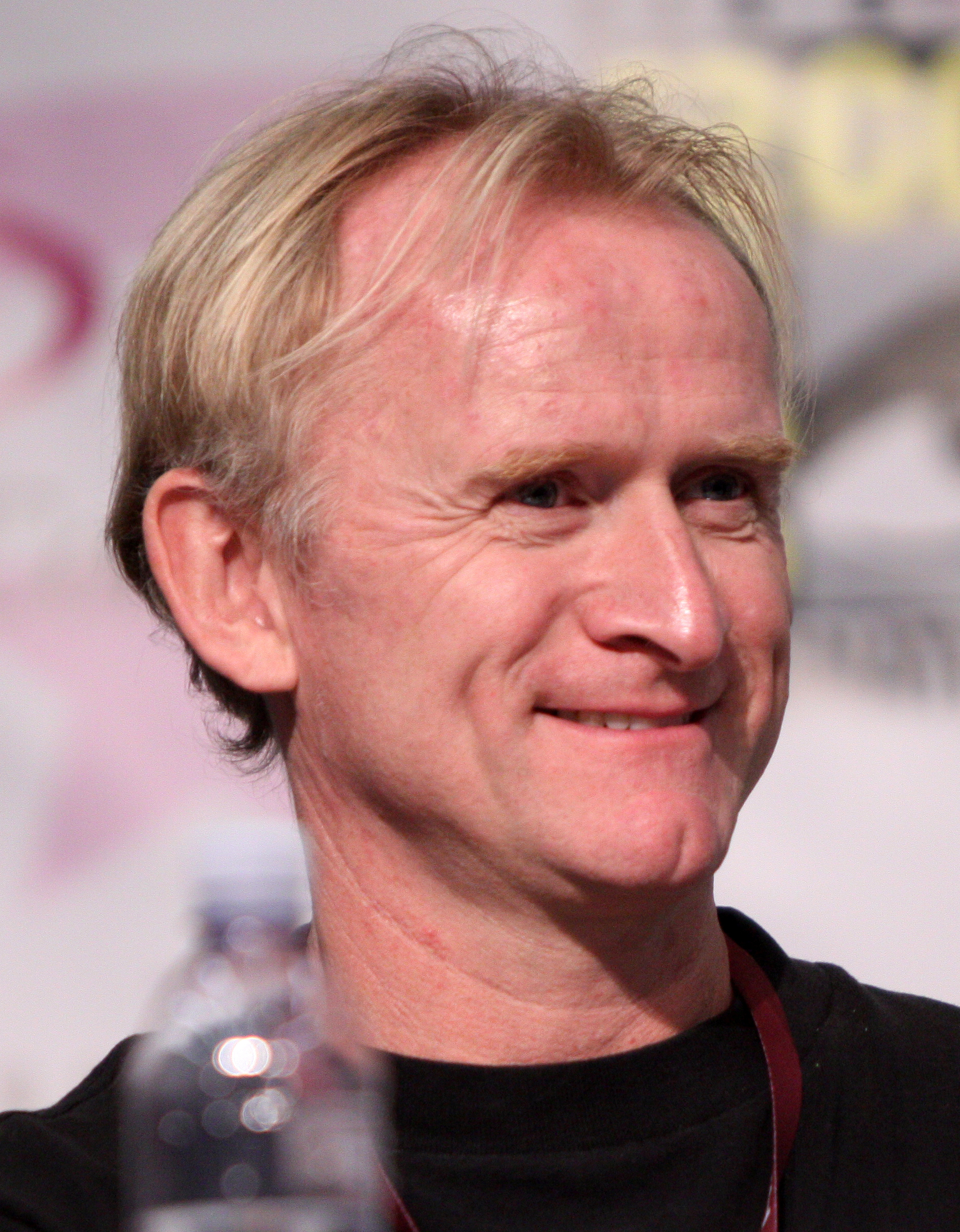

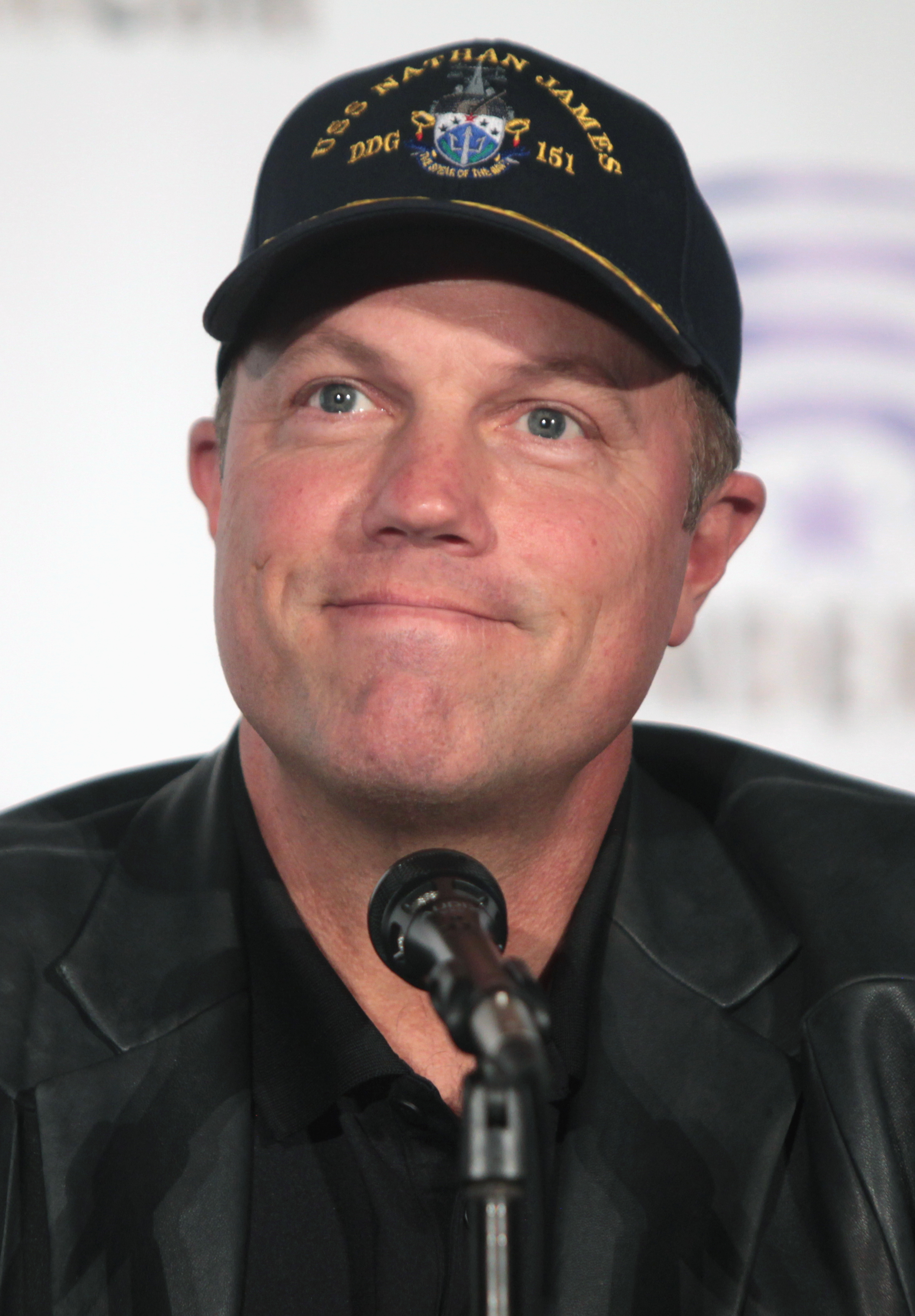

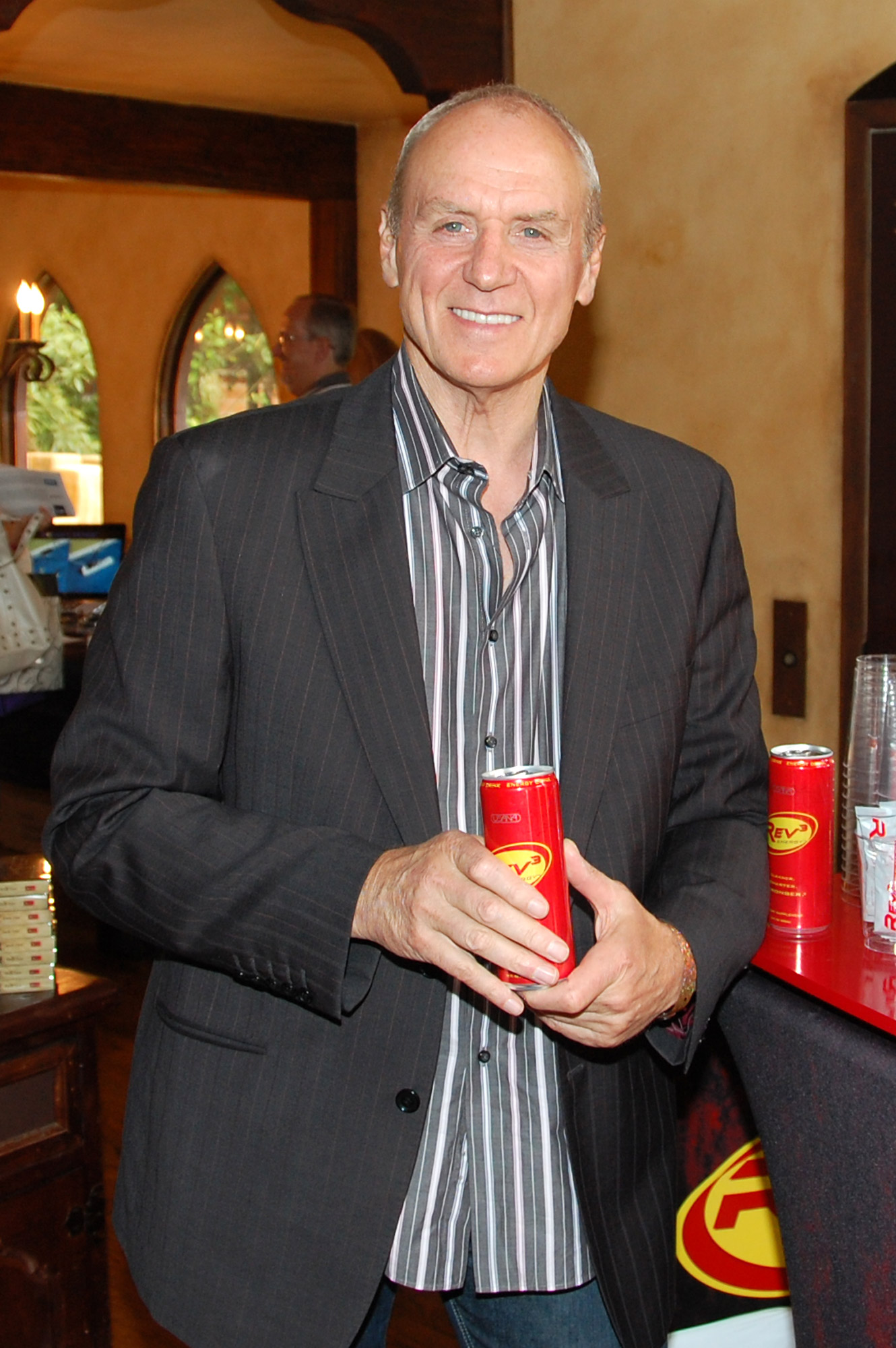

Після того, як місцезнаходження Малдера протягом попереднього року було невідоме, Скіннер і Скаллі дізнаються, що Фокс перебуває у в'язниці за вбивство військового, якого він, можливо, і не здійснюва: Ноула Рорера, одного із секретних урядових «суперсолдатів». За допомогою Скіннера, Рейєс, Доггетта, Скаллі та Елвіна Керша Малдер втікає з в'язниці і разом зі Скаллі їде до Нью-Мексико, де гелікоптери знищують скелю Анасазі разом з його мешканцями та Курцем.

## Зміст
Істина поза межами досяжного

### Частина 1
На військовій базі Маунт-Везер (Вірджинія) Фокс Малдер з'являється з кількома урядовцями. При першій нагоді він втікає від урядовців. Він отримує доступ до цілком секретних документів у захищеній комп'ютерній системі, і шокований та стривожений прочитаним, що містить деталі остаточної колонізації планети інопланетними силами. Перш ніж він зможе продовжити читання, Малдер чує, що наближається інша людина. Він швидко ховається і спостерігає за Ноулом Рорером, колишнім товарищем Джона Доггетта, який безповоротно перетворився на ворожого «Суперсолдата». Рорер підходить до комп'ютерної системи і відразу розуміє — хтось мав доступ. Малдер намагається напасти на Рорера, але Ноул перемагає його. Фокс відчайдушно тікає, але Рорер обходить його. Малдер ховається в дверях — його прикрив Крайчек. Алекс повідомляє Малдера — за ним переслідування — і зникає. У жорстокій сутичці Малдер скидає Рорера з висоти на дроти з високою напругою і Рорер, мабуть, гине від ураження електричним струмом. Малдер намагається втекти, але його заарештовують кілька вояків.
В ув'язненні вояки жорстоко поводяться з Малдером. Звістка про арешт Малдера доходить до ФБР. Почувши, що він знову з'явився, і в такому жахливому вигляді, Дейна Скаллі і Волтер Скіннер відвідують Фокса у військовій в'язниці. При розмові із Дейною та Скіннером Фокс повторює тези його тюремників. Після їх відходу Малдер розмовляє із видимим тільки йому Крайчеком. Керш просить у військового високопосадовця про послугу для Малдера — той пропонує судити Фокса людьми ФБР — але в його зоні юрисдикції. Дейна повідомляє Фоксу — вона змушено віддала Вільяма названим батькам. Скіннер розмовляє з агентом Калленбруннером. Калленбруннер представляє військовому трибуналу свідчення 30 свідків про убивство військового Малдером. Тим часом Скаллі і Скіннер докладають всіх зусиль, щоб звільнити його, але безуспішно. На початку трибуналу здається, що Малдер стане безнадійною жертвою показового процесу проти нього.
Скіннер захищає Малдера, а Скаллі, Доггетт, Моніка Рейєс, Маріта Коваррубіас, Гібсон Прайс і Джеффрі Спендер свідчать від імені Фокса. Це Гібсон Прайс і він збирається кудись вирушати.
У Від-Гоуп в Нью-Мексико хтось питає у хлопчинка-індіанця чи дізнався від відомості про Малдера. Дейна просить Малдера укласти угоду і відсидіти за м'якшою статтею — Фокс не погоджується. Малдера відвідує привид Ікс-мена — і пропонує йому зв'язатися з Марітою Коваррубіас. Доггетт і Рейєс чують у дворі якийсь шум — хтось входить в будинок. Це гонець від Гібсона Прайса.
Малдер наполягає не допитувати Коваррубіас — щоб врятувати їй життя. Потім захист приводить Прайса — Малдер також хоче щоб Гібсон не свідчив. Як доказ правоти Гібсон читає думки суддів — і вказує на Зубочистку як не людину. Малдера виводять із приміщення.

### Частина 2
Скіннер викликає Джона Доггетта — хоча Фокс наполягав щоб він і Рейєс не свідчили. Обвинувачення представляє тіло Рорера як доказ проти Малдера. Допитувач заганяє Доггетта на слизьке натякнувши що Малдер вірить в інопланетян. Моніка Рейєс свідчить про інопланетну присутність стосовно Скаллі. Усвідомлюючи, що Рорер є, здавалося б, непереможним «Суперсолдатом», Скаллі проводить медичний огляд трупа який знайшли Доггетт і Рейєс та доводить — тіло не є тілом Рорера. Незважаючи на це, докази відхиляються, враховуючи, що розтин не було санкціоновано, а захист відкинено. Малдер засуджений до страти за вбивство військового офіцера.
Друзі вирішують допомогти Фоксу. Доггетт, Скіннер, Рейєс і Скаллі допомагають Малдеру втекти з бази ВМС, за допомогою несподіваної допомоги Керша, який вирішив, що йому слід було відпустити Фокса в першу чергу. Незважаючи на те, що йому порадили негайно покинути континент через Канаду, Малдер замість цього відвозить Скаллі до Нью-Мексико. По дорозі Малдера відвідують три привиди з минулого: Самотні стрільці, які радять йому втекти, рятуючи життя, аніж продовжувати пошуки правди. Малдер ввічливо відмовляється. Тим часом Доггетт і Рейєс знаходять свій офіс спустошеним, що свідчить про те, що «Секретні матеріали» закрито вчергове.
Малдер і Скаллі прибувають до руїн Анасазі, щоб знайти «мудреця», який, на їхню думку, може зрозуміти секретні документи, які прочитав Малдер. Тим часов їх на гвинтокрилі розшукують Доггетт і Рейєс. Дейна і Фокс виявляють, що так званий «мудрець» — це не хто інший, як Курець, який, все-таки живий, і ховається, щоб пережити колонізацію — подію, яка відбудеться 22 грудня 2012 року — прогнозований кінець світу. Гвинтокрилом прибувають Рейєс і Доггетт та готуються битися з Рорером, якого послали вбити Малдера і Курця.
Рорера вбивають, коли магнетит у руїнах впливає на його надлюдське тіло і втягує в руїни. Перекидаються машини з Малдером і Скаллі, Доггеттом і Рейєсом, що їдуть. Чорні вертольоти знищують скелі — і Курця всередині — думаючи, що Малдер все ще там, перш ніж полетіти. Доггетта і Рейєс востаннє бачили, як вони мчать.
У номері мотелю в Розвеллі (штат Нью-Мексико), Малдер і Скаллі готуються спати і розмовляють. Малдер пояснює свою віру в те, що мертві не втрачені для нас. Що вони говорять з нами як частина чогось більшого за нас — більшого за будь-яку інопланетну силу. І якщо ми зараз безпорадні, то вони допоможуть порятуватися. Незважаючи на їх незначні шанси на успіх, Малдер заявляє: «Тоді ще є надія», коли вони лежали обнявшись.

## Зйомки
Епізод написав Кріс Картер. Він зазначив: «Це кінець — у вас не буде іншого шансу. Тому вам краще включити в епізод все, що ви коли-небудь хотіли. Були речі, які відволікали нас від того, що насправді відбувалося. Гурт розлучався». Він виклав ідею і вирішив, що «мабуть, настав час піти… було дивно писати ці речі, знаючи, що це був останній раз, коли ми бачимо, як Скаллі робить певні речі, або чуємо, як Малдер говорить певні речі». Спотніц пояснив, що Картер зробив це повідомлення в січні 2002 року, щоб «ми встигли обдумати кінець, спланувати це й віддати всім персонажам належне». Пізніше Гіш сказав: «Я дуже поважаю елегантний спосіб, яким вони закривають завісу». Брюс Гарвуд, який зіграв Джона Фіцджеральда Байєрса, назвав фінал «відходженням покоління».
Деякі сцени епізоду містять елементи, які посилаються на попередні частини. Фінальна сцена, в якій Малдер і Скаллі розмовляють у готельному номері, нагадує пілотний епізод серіалу. Крім того, у «Правді» Курець розкриває Малдеру, що інопланетяни планують колонізувати Землю 22 грудня 2012 року, подію, яку, згідно з сюжетною лінією, передбачили мая. Це повернення до епізоду другого сезону «Червоний музей», у якому були представлені члени нового релігійного руху, які вірили, що 2012 рік принесе світанок Нового часу.
Перед виходом 2008 року «Цілком таємно: Я хочу вірити» Картер висловив намір зняти третій повнометражний фільм «Цілком таємно», який буде зосереджено на наближенні інопланетного вторгнення, розкритому в цьому епізоді, залежно від успіху фільму «Я хочу вірити». Після виходу «The X-Files: I Want to Believe» Картер, Спотніц, Духовни та Андерсон висловили свою зацікавленість у створенні продовження. Однак 17 січня 2015 року голова і генеральний директор «Fox Television Group» Гері Ньюман заявив, що мережа зацікавлена у відродженні «Секретних матеріалів» не як франшизи, а як мінісеріал.

## Показ і відгуки
«Істина» спочатку вийшла в ефір мережі «Fox» 19 травня 2002 року і стала найпопулярнішою серією дев'ятого сезону, отримавши найвищий рейтинг Нільсена за сезон. Серія отримала рейтинг домогосподарств 7,5, що означає — її бачили 7,5 % домогосподарств країни. Загалом його переглянули 13,25 мільйона глядачів у США. На дату виходу в ефір цей епізод посів третє місце за рейтингом, поступаючись фіналу сезону «Survivor: Маркізькі острови» активно та активно пропагований відновленим «Шоу Косбі». Однак «Істина» випередила фінал сезону «Практика». У Великій Британії та Ірландії епізод вперше з'явився на «Sky One» 26 вересня 2002 року і його переглянуло 1,03 мільйона глядачів, розмістивши «The X-Files» на другому місці в десятці найкращих трансляцій «Sky1» за цей тиждень — після «Сімпсонів». Епізод був включений до «The X-Files Mythology, Volume 4 — Super Soldiers» — колекції DVD, яка містить частини, пов'язані з лінією «Суперсолдати».
Епізод отримав неоднозначні оцінки критиків. Основною причиною критики було те, що замість висновку епізод викликав у глядачів нові запитання. Роберт Ширман і Ларс Пірсон у книзі «Хочемо вірити: критичний посібник з Цілком таємно, Мілленіуму і Самотніх стрільців» надали різку оцінку епізоду й присудили йому одну 1 зірку з п'яти. Оглядачі, незважаючи на те, що назвали початок перспективним, висміяли кінець епізоду — особливо розкриття інопланетної колонізації 22 грудня 2012 року — написавши: «Чи справді це те, про що серіал?» Крім того, оглядачі дійшли висновку, що проблема з епізодом полягала в тому, що серіал, який вони назвали «блискучим — часто, дійсно блискучим», вирішв «визначитися в підсумку» за допомогою епізоду, який не відповідав на дуже багато запитань. «UGO Networks» назвала цей епізод чотирнадцятим «Найгіршим фіналом серіалу» і написала, що на цю серію — а також восьмий і дев'ятий сезони серіалу — негативно вплинуло відсутність у серіалі визначальної сюжетної лінії. У статті зазначалося — хоча епізод стверджував, що завершує сюжетні арки серіалу, «суд над Малдером в кінцевому підсумку привів до дуже малої допомоги щодо всеосяжних таємниць серіалу». Джойс Міллман, пишучи для «Нью-Йорк таймс», після прем'єри «Правди», сказав про серію: «Найуявніше шоу на телебаченні нарешті досягло меж своєї уяви». М. А. Кренг у книзі "Заперечуючи правду: перегляд «Секретних матеріалів» після 11 вересня 2011 року критично ставився до епізоду. Хоча він заявив, що ці сцени «добре об'єднують багато різнорідних ниток сюжетної лінії», Кренг зауважував, що вони «безмежно нудні».
Не всі відгуки були критичними. Том Кессеніч у книзі «Екзаменації» написав досить позитивну рецензію на цей епізод. Він зазначив, що, хоча епізод «не сказав нам нічого важливого» щодо міфологічної арки «загальної картини», можливість востаннє побачити Малдера і Скаллі разом привела до «вишуканого моменту Фокса-Дейни». Він був особливо задоволений фінальною сценою, зазначивши, що це був відповідний висновок. Кессеніч називав це зразковим та чудовим. Оглядач стверджував, що, якби не повернення Духовни, «нікому не було б байдуже щодо закінчення цієї серії». Він дав епізоду позитивну рецензію. Джулія Саламон для «The New York Times» зазначила, що «до кінця серіал зберіг свою заворожуючу візуальну похмурість, вміло перемежану яскравими іграми кольору та світла». Вона стверджувала, що серіал «також зберіг своє серце теорії змови, яке так приваблювало глядачів». Джон К. Снайдер з «SciFiDimensions» високо оцінив цей епізод, сказавши: «Правда — це задовільне завершення серіалу, з великою кількістю поворотів, кількома несподіваними появами гостей і вибуховим фіналом із необхідними чорними вертольотами. Романтики серед нас також будуть задоволені кульмінацією відносин Малдера і Скаллі».
У 2011 році фінал зайняв двадцять друге місце в спеціальному випуску «TV Guide Network» «Найнезабутніші фінали телебачення».

## Знімалися
| Актор                  | Роль               |
| ---------------------- | ------------------ |
| Девід Духовни          | Фокс Малдер        |
| Роберт Патрік          | Джон Доггетт       |
| Джилліан Андерсон      | Дейна Скаллі       |
| Аннабет Гіш            | Моніка Рейєс       |
| Мітч Піледжі           | Волтер Скіннер     |
| Вільям Брюс Девіс      | Курець             |
| Ніколас Ліа            | Алекс Крайчек      |
| Джеймс Пікенс молодший | Елвін Керш         |
| Лорі Голден            | Маріта Коваррубіас |
| Метью Глейв            | Калленбруннер      |
| Джефф Гулка            | Гібсон Прайс       |
| Кріс Оуенс             | Джеффрі Спендер    |
| Стівен Вільямс         | Містер Ікс         |
| Том Брейдвуд           | Мелвін Фрогікі     |
| Дін Гаглунд            | Річард Ленглі      |
| Брюс Гарвуд            | Джон Байєрс        |
| Адам Болдвін           | Нолі Рорер         |
| Алан Дейл              | Зубочистка         |